# Heteroscada zeroca
Heteroscada zeroca är en fjärilsart som beskrevs av Fox 1967. Heteroscada zeroca ingår i släktet Heteroscada och familjen praktfjärilar. Inga underarter finns listade i Catalogue of Life.